# Gnypeta
Gnypeta (лат.) — род жуков-стафилинид из подсемейства Aleocharinae. Распространены всесветно. Около 100 видов.

## Распространение
Палеарктика (35 видов), Неарктика (40 видов), Неотропика (11), Юго-Восточная Азия (27 видов), Африка (несколько видов). В Канаде, Гренландии и на Аляске 18 видов. Для бывшего СССР указывалось 9 видов.

## Описание
Мелкие коротконадкрылые жуки, длина тела от 2 до 4 мм. Основная окраска буровато-чёрная (иногда светло-коричневая, а часть надкрылий и лапки красновато-коричневые). Усики 11-члениковые. Передние лапки 4-члениковые, средние и задние лапки 5-члениковые (формула 4-5-5).
По берегам водоёмов, на илистых и песчаных берегах.

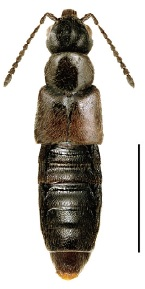
Gnypeta dentata
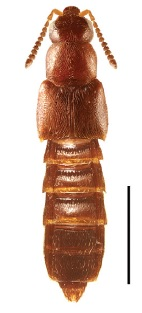
Gnypeta brevicornis
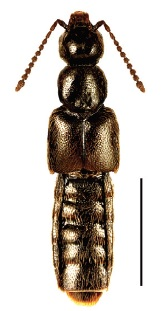
Gnypeta uteana
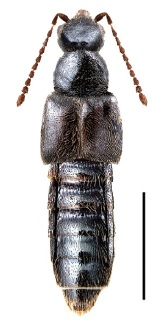
Gnypeta atrolucens

## Классификация
Около 100 видов. Сиверс (Seevers, 1978) включил род Gnypeta в состав подтрибы Tachyusae (=Tachyusina) из трибы Oxypodini вместе с родами Tachyusa, Trachyota, Teliusa, Gnypetella, Meronera и Brachyusa. По данным Paśnik (2007) род Gnypeta близко родственен к родам Tachyusa, Ischnopoderona и Ischnopoda. Валидный статус Gnypeta был подтверждён в ходе ревизии, проведённой в 2008 году канадскими энтомологами Яном Климашевским (Jan Klimaszewski; Laurentian Forestry Centre, Онтарио, Канада) и Реджинальдом Уэбстером.
- Gnypeta abducens
- Gnypeta ashei
- Gnypeta atrolucens
- Gnypeta austeni
- Gnypeta baltifera
- Gnypeta bockiana
- Gnypeta bolmi[3]
- Gnypeta boulderensis
- Gnypeta brevicornis
- Gnypeta brincki
- Gnypeta brunnescens
- Gnypeta caerulea
- Gnypeta canadensis
- Gnypeta carbonaria
- Gnypeta citrina
- Gnypeta crebrepunctata
- Gnypeta curtipennis
- Gnypeta densepunctata
- Gnypeta dentata
- Gnypeta deserticola
- Gnypeta elsinorica
- Gnypeta evansi
- Gnypeta experta
- Gnypeta floridana
- Gnypeta groenlandica
- Gnypeta guineensis[3]
- Gnypeta harfordi
- Gnypeta helenae
- Gnypeta impressiceps
- Gnypeta incrassata
- Gnypeta laticollis
- Gnypeta leviventris
- Gnypeta limatula
- Gnypeta linearis
- Gnypeta lohsei
- Gnypeta lucens
- Gnypeta majuscula
- Gnypeta manitobae
- Gnypeta mindanaoensis[3]
- Gnypeta minuta
- Gnypeta modica
- Gnypeta mollis
- Gnypeta murraiensis
- Gnypeta nigrella
- Gnypeta oblata
- Gnypeta oregona
- Gnypeta pallidipes
- Gnypeta primalis
- Gnypeta punctulata
- Gnypeta ripicola
- Gnypeta robusta
- Gnypeta rubrior
- Gnypeta sabangensis[3]
- Gnypeta saccharina
- Gnypeta sellmani
- Gnypeta sensilis
- Gnypeta shastana
- Gnypeta solomonensis
- Gnypeta sparsella
- Gnypeta transversa
- Gnypeta uteana
- Gnypeta ventralis
- Gnypeta wickhami